# NU'EST
NU'EST (en hangul, 뉴이스트; acrónimo de New Establish Style Tempo, formados bajo el nombre de Pledis Boys) fue una boy band surcoreana formada por Pledis Entertainment en 2012. El grupo estuvo conformado por cinco miembros: Aron, JR, Baekho, Minhyun y Ren. Su fan club oficial es L.O.Λ.E (ㄴㅇㅅㅌ), nombre que deriva del hangul de su nombre.

## Historia

### Predebut
Previo a su debut, los integrantes de NU'EST hizo numerosas apariciones con sus compañeros de agencia en lanzamientos musicales. Fueron bailarines de apoyo para la canción «Wonder Boy» de After School Blue, también aparecieron en la canción de Navidad Love Letter, igualmente en el vídeo oficial de la canción.
Minhyun también apareció en el vídeo musical Bangkok City de Orange Caramel, y realizó una colaboración con Uee en su canción en solitario Sok Sok Sok. Baekho apareció en el vídeo musical Play Ur Love de After School.
JR, Aron, y Ren protagonizaron junto a Lizzy, un comercial para New Balance. JR y Baekho aparecieron en “Hello” de KBS y fueron presentados por Kahi de After School como dos miembros del grupo. Esto llamó la atención de los televidentes, así que se convirtieron en un tema de interés en internet.
Además, hicieron una aparición especial en una presentación de After School en el SBS Gayo Daejun el 29 de diciembre de 2011.

### Debut
El 11 de marzo de 2012 Pledis Entertainment reveló el rostro del líder de NU'EST, JR. Al día siguiente, reveló a dos nuevos miembros, Aron y Minhyun. Y el 16 de enero finalmente presentó su grupo entero, al revelar la identidad de sus dos últimos miembros, Baekho y Ren.
El 2 de marzo, un autobús con un anuncio de NU'EST había sido visto conduciendo por las calles de Seúl. La publicidad tenía la fecha del debut del grupo y el título de su tan esperado sencillo "Face", compuesta por el compositor sueco Daniel Bergman. El video musical de "Face" fue lanzado el 14 de marzo.
NU'EST hizo su debut en Mnet's M! Countdown el 14 de marzo de 2012, con doble stage de "I'm Sorry" y "Face". También hicieron su debut en el Music Bank el 16 de marzo, Show! Music Core el 17, e Inkigayo el 18 de marzo.

### Action
Hicieron su comeback, el 11 de julio de 2012, con un miniálbum llamado "Action" del cual saldría su sencillo del mismo nombre, poco tiempo después de terminar las promociones de "Action" lanzarían un vídeo de "Not Over You" el cual sería lanzado como un regalo para sus fanes, y después promocionarían "Sandy" en algunos programas de música para así terminar las promociones del miniálbum.
En diciembre NU'EST tuvo un mini concierto en Japón, el cual agotó las 3000 entradas en 10 minutos.

### Hello
De nuevo hicieron su comeback, el 15 de febrero de 2013, con su miniálbum "Hello" con su sencillo del mismo nombre, el cual llamaría la atención de los críticos, ya que las "baladas" se estarían volviendo una tendencia en el K-pop.

### Sleep Talking
El vídeo musical de Sleep Talking fue lanzado el 8 de agosto de 2013, el cual causó gran impacto ya que la canción era pegadiza.

### Promociones chinas e ingreso de un nuevo miembro
Con la asociación de Pledis Entertainment con la empresa china Yuehua Entertainment, se empieza una larga deliberación sobre que clases de actividades se pueden esperar, y la primera de estas confirmada fue la unión de un miembro especial, que sólo hará parte de las promociones chinas llamadas ahora "NU'EST-M". Además de los miembros ya existentes de NU'EST, se les unirá ahora Jason, que dará al inicio del debut en China con la versión china de "Sleep Talking". La "M" fue añadida para agregar el significado "Místico".
Pledis Comenta "Unimos manos con Yuehua, nosotros revelaremos el primer proyecto "NU'EST-M", nosotros creemos que el grupo tendrán un gran comienzo, con el existente NU'EST y el nuevo miembro Jason, mostrando un buen trabajo en equipo, durante la etapa de preparación, a medida que el grupo se compone de individuos talentosos, haremos nuestro mejor esfuerzo para poder alcanzar éxito en el mercado chino". Ellos empezaron sus promociones oficiales el día 11 de noviembre de 2013, con un evento de prensa.
Actualmente, Jason se encuentra inactivo dentro del grupo en China debido a su salida de la empresa; el grupo comenzó a promocionar simplemente como NU'EST-China. El otro participante que también se encontró inactivo hasta los primeros meses del 2019 fue Minhyun, quien había entrado temporalmente con el grupo de 11 integrantes "Wanna One".

### 2015–2016: Promoción japonesa,Q IsyCanvas

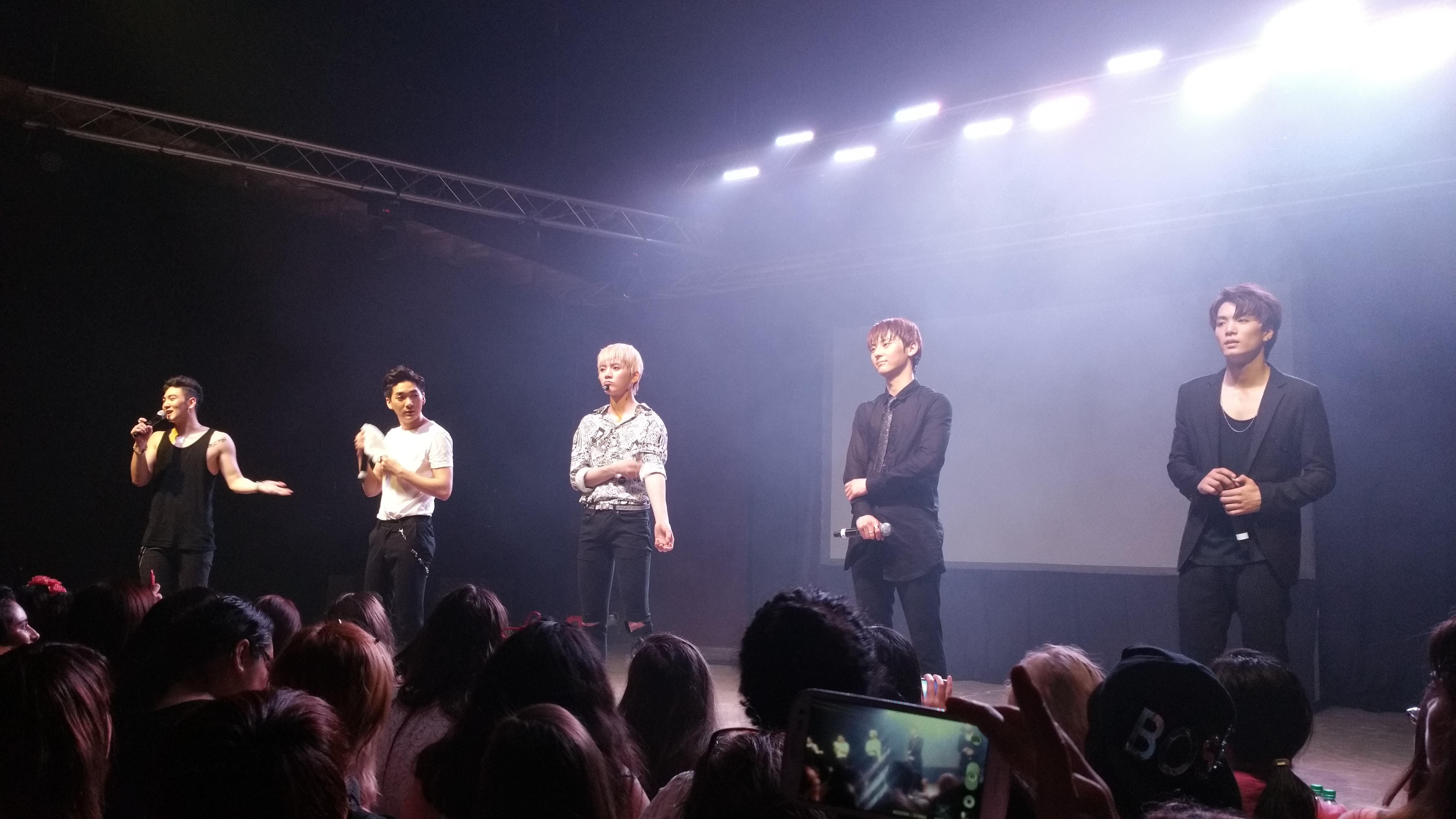
NU'EST en Dallas, el 3 de mayo de 2015

NU'EST publicó un sencillo digital I'm Bad, el 27 de febrero de 2015, con una edición limitada en físico el 15 de marzo de 2015 para celebrar su tercer aniversario. Baekho no apareció en la canción debido a que se estaba recuperando de una operación de cuerdas vocales, sin embargo, apareció en la pista del lado-B, "A Scene Without You". El 2 de abril Aron finalizó su posición como DJ en el Music Access de Arirang. NU'EST publicó su segundo sencillo japonés, titulado «Na.Na.Na» el 20 de mayo.
El 14 de agosto de 2015, Aron realizó su primer programa como DJ en SBS PopAsia, titulado «Aron's Hangout». NU'EST publicó su primer álbum japonés, titulado «Bridge the World» el 18 de noviembre de 2015, luego de presentar los teasers de las canciones Bridge the World, Cherry, Access To You y Eternal Rain.

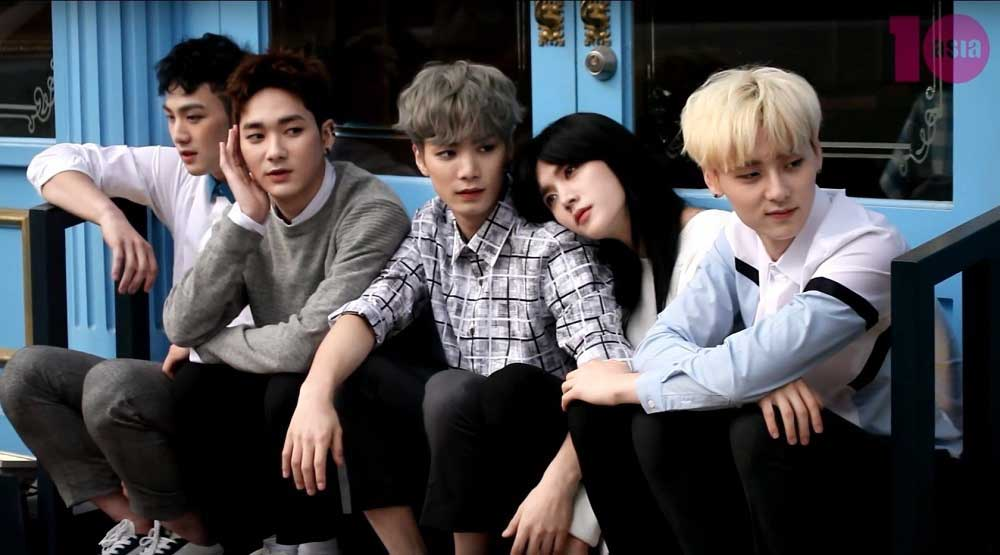
Nu'est en 2016

NU'EST regresó el 17 de febrero de 2016, con su cuarto miniálbum «Q Is» y su canción principal «Overcome». Ellos iniciaron las promociones del álbum, el siguiente día.
Ellos publicaron su quinto miniálbum «Canvas» y su canción principal «Love Paint (Every Afternoon)» el 29 de agosto de 2016. Después de 4 años de promociones, el grupo finalmente obtuvo su primera nominación en un programa musical, The Show. El 20 de septiembre, ellos tuvieron la nominación del primer lugar tres veces en fila. El 6 de octubre de 2016, el vídeo musical de la nueva canción a dúo de JR y Minhyun «Daybreak», perteneciente al álbum «Canvas», fue publicada. Ellos también publicaron el vídeo de la coreografía de «Look» y de igual modo filmaron el vídeo musical de R.L.T.L, ambas son canciones de «Canvas».

### Produce 101Temporada 2

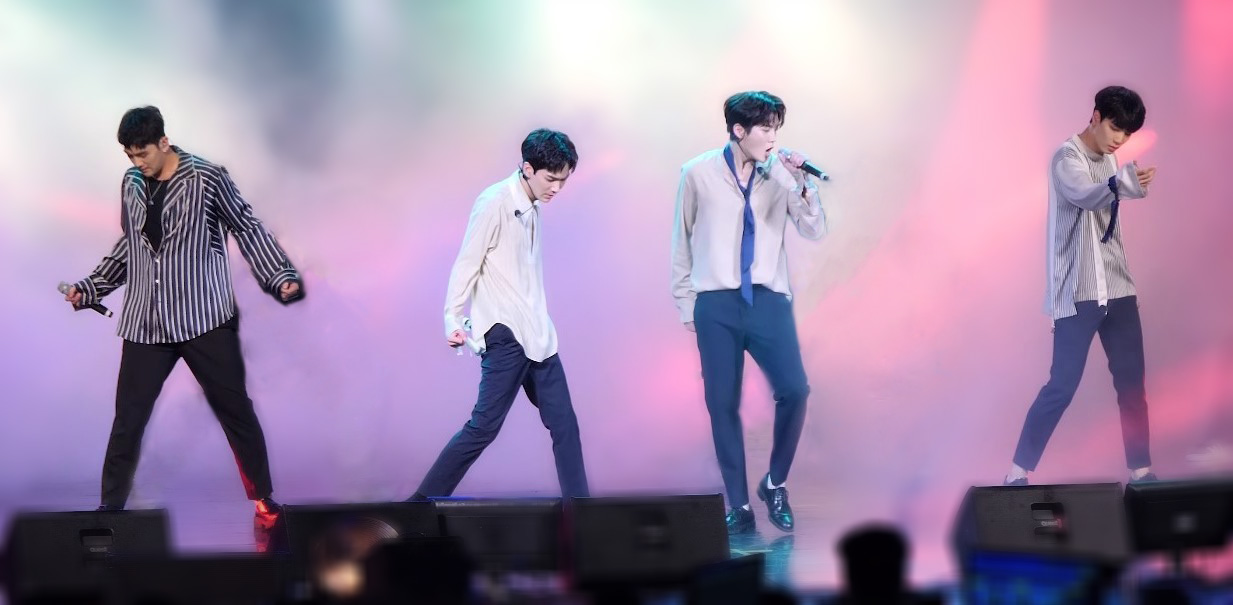
NU'EST W en agosto de 2017

El 24 de febrero de 2017, Pledis Entertainment anunció oficialmente el alto de las promociones de NU'EST, ya que sus miembros participarían en la versión masculina de Produce 101, exceptuando a Aron quien por una lesión en su pierna, no pudo participar.
Los álbumes publicados anteriormente por el grupo aumentaron su acogida en los sitios de ventas, incluyendo el listado de Hanteo, Aladdin y Yes24, debido a la popularidad de los miembros y sus presentaciones en el programa. El 16 de junio, día de la finalización del programa, cuando se escogió el grupo final de 11 miembros para el debut como grupo producto de Produce 101, Hwang Min Hyun obtuvo la posición número 9 y ganó el derecho de debutar temporalmente en el grupo «Wanna One», el cual estará activo hasta diciembre de 2018. Los otros tres miembros quedaron eliminados ese día en la última ronda eliminatoria. Debido a la carácter de los contratos obtenidos por los ganadores de Produce 101, Minhyun estará inactivo como miembro de NU'EST hasta la disolución de «Wanna One».
Así NU'EST se convirtió en el ave fénix del kpop

### Regreso como NU'EST W después de PRODUCE 101
Los otros cuatro miembros (exceptuando a Minhyun), programaron su regreso en la segunda mitad del 2017 como una subunidad, llamada «NU'EST W». La W según se dice es la inicial de «Wait» (esperar), lo que indica que esperarán hasta el regreso de Minhyun a NU'EST, además simboliza la espera que tuvieron para regresar a los escenarios y simultáneamente la espera de sus fanes. El 25 de julio, la subunidad publicó un sencillo especial, titulado «If You» (en hangul, 있다면). La subunidad finalizó el 16 de diciembre de 2018.

### 2019: Regreso como grupo completo y Sexto Mini Álbum
El 15 de abril el grupo reveló su primer Teaser «Prólogo» de su sexto miniálbum «Happily Ever After» , dándose a conocer que regresarían los 5 miembros.
El grupo lanzó un tema digital para conmemorar su aniversario el 15 de marzo de 2019. Más tarde, Minhyun reveló su canción «Universe», la cual estaba incluida en el Miniálbum. El 29 de abril hicieron su regreso con su miniálbum «HAPPILY EVER AFTER» presentando el video musical «BET BET».

## Miembros
| Nombre       | Nombre | Nombre de nacimiento | Nombre de nacimiento | Día de nacimiento                | Posición                                                                  |
| Romanización | Hangul | Romanización         | Hangul               | Día de nacimiento                | Posición                                                                  |
| ------------ | ------ | -------------------- | -------------------- | -------------------------------- | ------------------------------------------------------------------------- |
| Aron         | 아론   | Aaron Kwak           | 곽 아론 영민         | 21 de mayo de 1993 (32 años)     | Vocalista, rapero y bailarín                                              |
| JR           |        | Kim Jonghyun         | 김종현               | 8 de junio de 1995 (30 años)     | Líder, rapero principal, bailarín principal, vocalista ocasional y visual |
| Baekho       | 백호   | Kang Dong-Ho         | 강동호               | 21 de julio de 1995 (29 años)    | Vocalista principal y bailarín                                            |
| Minhyun      | 민현   | Hwang Minhyun        | 황민현               | 9 de agosto de 1995 (29 años)    | Vocalista, visual principal y bailarín                                    |
| Ren          | 렌     | Choi Min-Gi          | 최민기               | 3 de noviembre de 1995 (29 años) | Vocalista, bailarín principal y maknae                                    |

### Miembros exclusivos de NU'EST–M
| Nombre       | Nombre de nacimiento | Nombre de nacimiento | Día de nacimiento            | Posición           |
| Romanización | Chino                | Romanización         | Día de nacimiento            | Posición           |
| ------------ | -------------------- | -------------------- | ---------------------------- | ------------------ |
| Jason        | 符龙飞               | Fu Long Fei          | 21 de mayo de 1988 (37 años) | Cantante, bailarín |

## Discografía
- Re:BIRTH (2014)
- Bridge The World (2015)

## Filmografía

### Series
| Año  | Título               | Tipo              | Miembro(s)       |
| ---- | -------------------- | ----------------- | ---------------- |
| 2012 | Jeon Woo Chi         | Drama             | Baekho, Ren      |
| 2013 | Longman Express      | Drama chino       | Ren              |
| 2013 | Reckless Family      | Sitcom            | Minhyun, Ren     |
| 2014 | Momo Salon           | Drama web         | Minhyun          |
| 2014 | Trot Lovers          | Drama             | Minhyun          |
| 2015 | The Solitary Gourmet | Drama chino       | JR, Ren          |
| 2016 | Their distance       | Película japonesa | JR, Minhyun, Ren |

### Programas de variedades
| Año  | Programa             | Notas               |
| ---- | -------------------- | ------------------- |
| 2018 | I Can See Your Voice | Ep. #11 - invitados |

## Premios y nominaciones

### Premio del disco de oro
| Año  | Categoría           | Trabajo nominado | Resultado |
| ---- | ------------------- | ---------------- | --------- |
| 2013 | Best Single         | Face             | Nominado  |
| 2013 | Most Popular Artist | NU'EST           | Nominado  |
| 2013 | New Rising Star     | NU'EST           | Nominado  |

### Premios de música de Seoul
| Año  | Categoría         | Trabajo nominado | Resultado |
| ---- | ----------------- | ---------------- | --------- |
| 2013 | Best Rookie Award | NU'EST           | Ganador   |
| 2013 | Popularity Award  | NU'EST           | Nominado  |

### Otros premios
Corea del Sur

| Año  | Ceremonia del premio          | Categoría         | Trabajo nominado | Resultado |
| ---- | ----------------------------- | ----------------- | ---------------- | --------- |
| 2012 | Arirang's Simply K-Pop Awards | Super Rookie Idol | NU'EST           | Ganador   |